# 小畑千代
小畑 千代（おばた ちよ、1936年3月5日 -  ）は、女子プロレスラー。本名は小沢千代子（おざわ　ちよこ）、千代子の命名者は長兄である小沢喜三（おざわ　よしみつ）、小畑千代のリング名は東京女子プロレス社長による。日本女子プロレス・国際プロレス女子部のエースとして活躍した。東京都台東区出身。

## 経歴
1955年1月、フランス座で知られた東洋興業によって旗揚げされた東洋女子プロレス（媒体によっては東京女子プロレスとも表記）でデビュー。妹である小畑紀代（本名：小沢清子）も同団体のレスラーだった。当時の小畑のことを稲垣正浩は「女子プロレス草分けの花形ヒロイン」「戦後の日本社会に（稚児のお遊びと思われていた）女子プロレスを認知させた人物」と記述している。
墨田区吾妻橋生まれ。川を挟んだ台東区浅草六区で育つ。太平洋戦争時期は父の地元である群馬で疎開を経験。のちに姉の社宅があった前橋に移り住み前橋大空襲に襲われた。1953年に日本テレビで女子プロレスが放送開始。小畑が女子プロレスを知ったのはこの時期のテレビ中継、もしくはニュース映画だったという。
東洋興行が設立した東洋女子プロレスに入門し1955年にデビュー。フランス座には療養明けの渥美清が出入りしており、この時期懇意にしてもらった。1957年に団体が解散。残った選手はコーチであった木下幸一のもと地方巡業をしたが、金回りの悪さから1958～59年に決別。団体こそ旗揚げしないものののちのインディー団体形式で地方興行師、米軍基地と交渉し、以降も全国を回った。練習場所は各地のボクシングジムと交渉し、使用させてもらったという。小畑はこの時期以降をフリーランスではなく「インディペンデント」と呼んでいる。この時期はキャバレーやナイトクラブなどリングが置けない場所でも畳の上にマットをかける形で試合を行っている。たいしたことはないだろうと思われる場所でこそ真剣に試合をした。この時期には力道山とも接点があり、海外遠征には女性の試合の必要があるとの考えから声がかかったが、背が小さいという理由で結局呼ばれなかったという。
1968年、当時、団体の分裂による全日本女子プロレスへの戦力流出に悩まされた日本女子プロレスの呼びかけに答え入門。エースに指名された。11月29日、ファビュラス・ムーラを下してIWWA世界王座を奪取。この試合を東京12チャンネルが録画放映し、24.4％とという、当時の局最高視聴率を記録している。
日女解散後は休業を経て、国際プロレス女子部に入団。佐倉輝美とのタッグで王座にも君臨。1976年の女子解散まで活動した。
1976年以降は、佐倉とともにスナック「BARさくら」を経営。
2002年以降、魔界倶楽部の魔界魔女軍団総裁として全日本女子プロレスなどに来場していた。2018年の浅草プロレス旗揚げの際は援軍として佐倉とともに賛同し、のちに来賓として応援にも駆けつけている。
国際プロレス女子部解散以降は事実上現役を退いている。しかし正式な引退宣言はしておらず、インタビューによると「永遠に引退はしないと思った。死ぬまで現役よ」と答えている。

## エピソード
- 男同士の喧嘩の仲裁に入った際、大の男3人を束にして投げたことがある。
- 経歴からも分かるように、全日本女子プロレスとは全く接点は無かったが、1998年11月29日、横浜アリーナにて開催された全日本女子プロレス創立30周年記念大会で創設された女子プロレス殿堂で、日本の女子プロレス史に多大な功績を残した人物として顕彰され殿堂入りしている。
- ジャパン女子プロレスが旗揚げされた頃、かつて自分の保持していたベルトを持ち、王座復活を訴えた。後に太平洋岸タッグ選手権はジャパン女子プロレスのタッグ王座として復活している。
- 2015年5月から評伝『闘う女の戦後史　女子プロレスラー・小畑千代』が岩波書店「世界」で連載開始。著者は秋山訓子[13]。2017年に岩波書店から単行本化している[10]。
- 2019年3月、TOKYO MXの「5時に夢中」に街頭インタビューという形で出演した。
- 女優の小澤葵は曾姪孫にあたる（小澤の視点からは大叔母）[14]。

## 獲得タイトル
- IWWA世界王座
- IWWA太平洋岸タッグ王座

## 得意技
- 吊り天井固め
- 足4の字固め
- 頭突き